# Xerosoma canaliculatum
Xerosoma canaliculatum är en insektsart som beskrevs av Jean Guillaume Audinet Serville 1831. Xerosoma canaliculatum ingår i släktet Xerosoma och familjen Pseudophasmatidae. Inga underarter finns listade i Catalogue of Life.